# Finally (альбом Бетти Картер)
Finally — концертный альбом американской певицы Бетти Картер. Хотя он был записан ещё в 1969 году, его выпуск был отложен до 1975 года, потому что мастер-запись была украдена. В том же году был выпущен второй альбом материалов, записанных с того же концерта, Round Midnight.
В 1991 году было выпущено переиздание альбома с ремикшированными версиями треков.

## Отзывы критиков
| Оценки критиков                            | Оценки критиков |
| Источник                                   | Оценка          |
| ------------------------------------------ | --------------- |
| AllMusic                                   | [ 2 ]           |
| Encyclopedia of Popular Music              | [ 3 ]           |
| The Penguin Guide to Jazz                  | [ 4 ]           |
| The Rolling Stone Jazz Record Guide        | [ 5 ]           |
| The Rolling Stone Jazz & Blues Album Guide | [ 6 ]           |

Скотт Яноу из AllMusic написал: «На этой пластинке впервые звучит зрелая Бетти Картер, которая по-крупному рискует в сете, где в основном доминируют стандарты. Под аккомпанемент пианиста Нормана Симмонса, басиста Лайла Аткинсона и барабанщика Эла Хэрвуда Картер поёт некоторые баллады очень медленно, в то время как другие мелодии исполняются в быстром темпе; музыка неизменно непредсказуема и часто завораживает». В журнале Record World отметили, что Бетти, по-прежнему любимая поклонниками джазовая певица, исполняет пару тонких, волнующих попурри, и раскрывает их во всех деталях.

## Список композиций
1. «Seems Like Old Times / I Remember You / Remember» (Джонни Мерсер, Виктор Шерзингер / Ирвинг Берлин) — 8:25
2. «Blue Moon» (Лоренц Харт, Ричард Роджерс) — 2:03
3. «The Sun Died» (Рэй Чарльз, Юбер Жиро, Энн Грегори, Пьер Леруа) — 5:29
4. «I Only Have Eyes for You» (Эл Дубин, Гарри Уоррен) — 2:27
5. «Body and Soul / Heart and Soul» (Джонни Грин, Фрэнк Эйтон, Эдвард Хейман, Роберт Саур / Хоги Кармайкл, Фрэнк Лессер) — 8:58
6. «I Didn’t Know What Time It Was / All the Things You Are / I Could Write a Book» (Лоренц Харт, Ричард Роджерс / Джером Керн, Оскар Хаммерстайн II / (Лоренц Харт, Ричард Роджерс) — 5:52
7. «Girl Talk» (Нил Хефти, Бобби Труп) — 5:46
8. «You’re a Sweetheart» (Гарольд Адамсон, Джимми Макхью) — 4:40
9. «Ego» (Бетти Картер, Рэнди Уэстон) — 3:23
10. «All Through the Day» (Джером Керн, Оскар Хаммерстайн II) — 8:39

## Участники записи
- Бетти Картер — вокал
- Норман Симмонс — фортепиано
- Лайл Аткинсон — бас-гитара
- Эл Хэрвуд — барабаны